# Marakuja
Marakuja (gospodinova krunica; latinski:  Passiflora edulis) je biljna vrsta iz porodice Passifloraceae. Domovina ove voćke je Paragvaj, Brazil i sjeveroistočna Argentina (pokrajine Corrientes i Misiones).
Imena za ovu voćku nisu jedinstvena. U Uj. Kraljevstvu i SAD-u je zovu passion fruit, u Australiji i na Novom Zelandu je passionfruit,  u dijelu Južne Amerike i i Južnoj Africi je granadilla, u Izraelu je pasiflora, u Venezueli je parchita. Ime maracujá je u Brazilu, Ekvadoru, Peruu i Paragvaju, maracuyá u Peruu, Kolumbiji i Panami, havajsko ime je  lilikoi, zimbabveski jezik shona je zove magrandera, indonezijsko ime je markisa, a na vijetnamskom se zove lạc tiên, chanh dây i  chanh leo. Komercijalno se uzgaja zbog njena ploda. Uzgajaju je u krajevima koji nikad nemaju mraza u Indiji, na Šri Lanci, Novom Zelandu, Karibima, u Brazilu, Kolumbiji, Ekvadoru, Indoneziji, Peruu, Kaliforniji, Floridi, na Haitiju, Havajima, Australiji, u istočnoj Africi, Meksiku, Izraelu, Kostarici i u Južnoj Africi. 
Oblik marakujina ploda može biti okrugao i ovalan. Boja mu može biti od žute i ili tamnoljubičaste kad sazrije. Tvrdoća može varirati, pa plod može biti i mek i tvrd. Unutarnji dio ploda je sočan i pun brojnih sjemenki. Plod se može jesti, od njega se vadi sok, a često ga se dodaje inim vrstama voća radi poboljšanja okusa. Da bi se jelo voće, trebalo bi se zreli plod ostaviti nekoliko dana radi povećanja razine šećera i poboljšanja okusa.
Dva pojavna oblika marakuje se razlikuju po vanjštini. Svijetložuta inačica je poznata kao zlatna marakuja (eng. Golden Passion Fruit). Može narasti do veličine grejpfruta (limunike). Kora je glatka, sjajna. Koristi se kao podloga za ljubičastu marakuju u Australiji. Tamnoljubičasta marakuja je manje od limuna, manje je kisela od žute marakuje, a bogatijeg je okusa i mirisa.
U Kolumbiji se ljubičastu marakuju zove gulupa, radi razlikovanja od žute marakuje.
Kod ljubičastih vrsta pronađeni su tragovi cijanogeničnih glikozida u kori.
Cvijet marakuje ili mburucuyá (Passiflora caerulea) nacionalni je cvijet Paragvaja.

## Galerija
- Passiflora edulis formae edulis
- Passiflora edulis formae flavicarpa

## Vanjske poveznice
|  | Zajednički poslužitelj ima stranicu o temi Passiflora edulis    |
|  | Zajednički poslužitelj ima još gradiva o temi Passiflora edulis |
|  | Wikivrste imaju podatke o taksonu Passiflora edulis             |

- Passion Fruit  Arhivirana inačica izvorne stranice od 5. srpnja 2020. (Wayback Machine) Činjenice o marakuji